# Roger N. Beachy

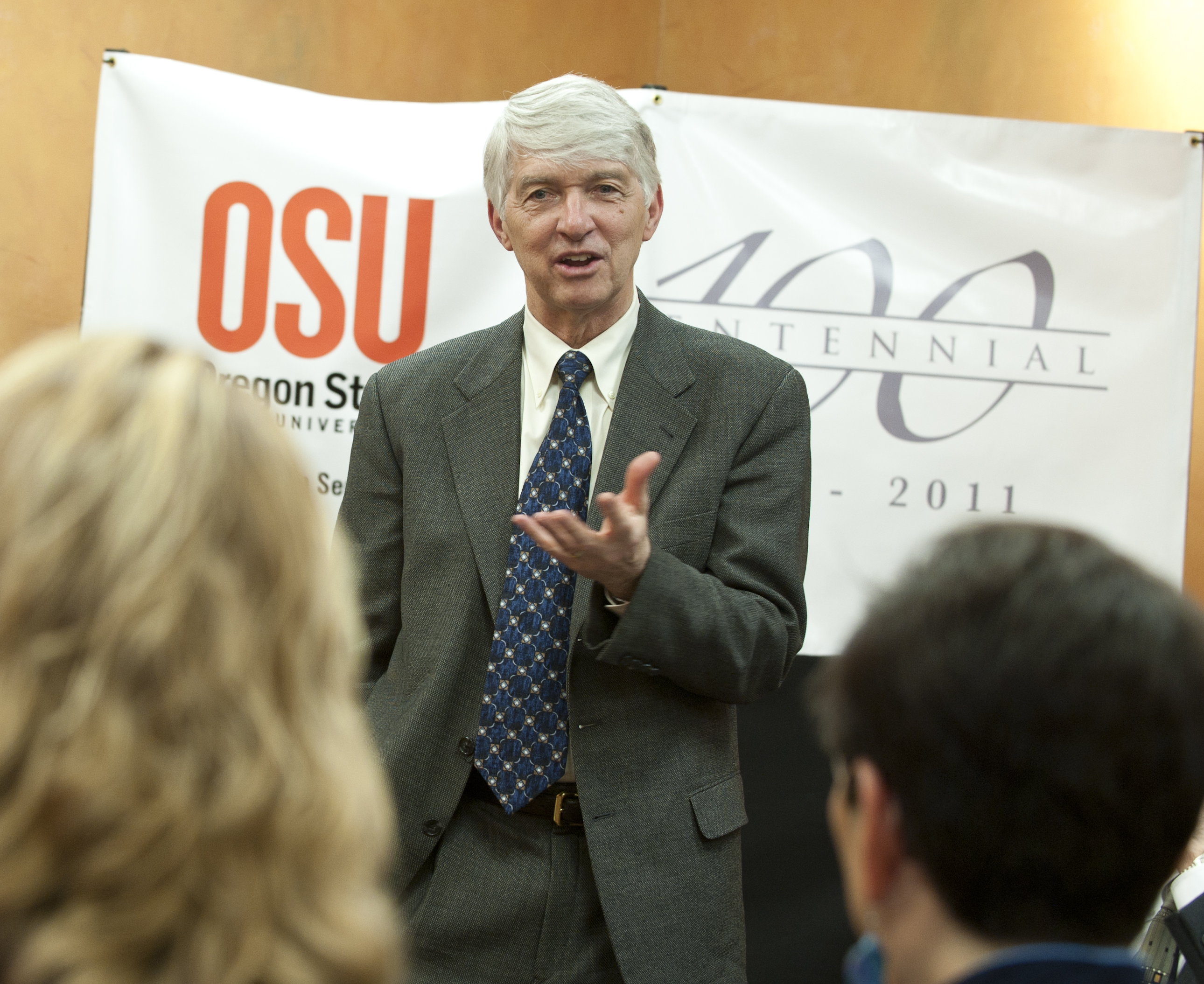
Roger Beachy, 2011

Roger Neil Beachy (* 4. Oktober 1944 in Plain City, Ohio) ist ein US-amerikanischer Phytopathologe.

## Leben und Wirken
Roger Beachy studierte Biologie am Goshen College und erhielt seinen Ph.D. in Phytopathologie von der Michigan State University. Von 1978 bis 1991 war er Professor an der Washington University. Von 1991 bis 1998 war Beachy Leiter der pflanzenbiologischen Abteilung des Scripps Research Institute, wo er Professor für Zellbiologie und Leiter für tropische Biotechnologie war. 1987 wurde er Fellow der American Association for the Advancement of Science. 1997 wurde Beachy in die National Academy of Sciences gewählt. Er ist Gründungspräsident des 1998 gegründeten Donald Danforth Plant Science Center. Beachy war von Oktober 2009 bis Mai 2011 der erste Direktor des National Institute of Food and Agriculture. Zudem war er von Januar bis Oktober 2010 leitender Wissenschaftler am US-Landwirtschaftsministerium.
Während seiner Zeit an der Washington University entwickelte Beachy in Zusammenarbeit mit dem Konzern Monsanto die erste gentechnisch veränderte Nahrungsmittelpflanze, eine virusresistente Tomate. Die von ihm entdeckte Methode der hüllprotein-vermittelten Resistenz wurde danach von Forschern weltweit genutzt, um virusresistente Pflanzen zu produzieren. 2001 wurde er gemeinsam mit James E. Womack  mit dem Wolf Prize in Agriculture geehrt. Die Michigan State University verlieh ihm im gleichen Jahr die Ehrendoktorwürde.